# Canton de Sens-Nord-Est
Le canton de Sens-Nord-Est est une division administrative française du département de l'Yonne.
Le canton de Sens-Nord-Est est une création « récente » (1973). Avec les actuels cantons de Sens-Ouest et Sens-Sud-Est, ils ont remplacé les deux anciens cantons de Sens-Nord et Sens-Sud.

## Composition
| Nom                   | Code Insee | Intercommunalité     | Superficie (km2) | Population (dernière pop. légale) | Densité (hab./km2) |
| --------------------- | ---------- | -------------------- | ---------------- | --------------------------------- | ------------------ |
| Sens (chef-lieu)      | 89387      | CA du Grand Sénonais | 21,90            | 25 507 (2014)                     | 1 165              |
| Fontaine-la-Gaillarde | 89172      | CA du Grand Sénonais | 10,61            | 498 (2014)                        | 47                 |
| Saint-Clément         | 89338      | CA du Grand Sénonais | 8,47             | 2 786 (2014)                      | 329                |
| Saligny               | 89373      | CA du Grand Sénonais | 9,99             | 664 (2014)                        | 66                 |
| Soucy                 | 89399      | CA du Grand Sénonais | 21,62            | 1 559 (2014)                      | 72                 |

Le canton ne comprend qu'une fraction de la commune de Sens (7 673 habitants en 2011).

## Histoire
Le canton de Sens-Nord-Est est créé en 1973 (décret du 2 août 1973) en dédoublant le canton de Sens-Nord.

## Représentation

### Conseillers généraux de l'ancien canton deSens-Nord (de 1833 à 1973)
| Période | Période      | Identité                         | Étiquette    | Qualité |
| ------- | ------------ | -------------------------------- | ------------ | --- |
| 1833    | 1842         | Claude Bellaigue                 | Centre       | Avocat à Sens Député (1831-1834) |
| 1842    | 1848         | Louis Jacques Parent (1802-1863) |              | Architecte Maire de Sens, conseiller d'arrondissement |
| 1848    | 1852         | Victor Guichard                  | Républicain  | Avocat, maire de Sens Représentant du peuple (1848-1849) Propriétaire à Soucy, ancien conseiller d'arrondissement |
| 1852    | 1861         | François Lallier                 |              | Juge au Tribunal de Sens |
| 1861    | 1871         | Adolphe Vuitry                   |              | Avocat, économiste Sous-secrétaire d'Etat aux Finances (1851) Gouverneur de la Banque de France (1863-1864) Ministre, Président du Conseil d'État (1864-1869) Président du Conseil Général (1865-1870) Sénateur (1869-1870) Propriétaire à Marolles-sur-Seine (Seine-et-Marne) |
| 1871    | 1910 (décès) | Louis Garsement de Fontaine      | Républicain  | Maire de Fontaine-la-Gaillarde |
| 1910    | 1922 (décès) | Lucien Cornet                    | Rad.         | Commerçant Député (1896-1909) Sénateur (1909-1922) Maire de Sens (1893-1922) |
| 1922    | 1940         | Camille Monjardet (1875-1956)    | Rad.         | Agriculteur Conseiller municipal de Sens, conseiller d'arrondissement |
|         |              |                                  |              | |
| 1945    | 1949         | Paul Picot                       | Rad.         | Pharmacien à Sens |
| 1949    | 1955         | Jean-Baptiste Vastra             | RPF puis RS  | Militaire retraité Sens, suppléant du député Gaston Perrot (1958-1962) |
| 1955    | 1961         | Gaston Perrot                    | DVD puis UNR | Minotier Député (1958-1973) Maire de Sens (1947-1971) |
| 1961    | 1967         | Jean Machavoine                  | DVD          | Conseiller municipal de Sens |
| 1967    | 1973         | Jean Cordillot                   | PCF          | Répétiteur puis professeur Elu en 1973 dans le Canton de Sens-Sud-Est |

### Conseillers d'arrondissement (de 1833 à 1940)
Le canton de Sens Nord avait deux conseillers d'arrondissement.
| Période                                  | Période      | Identité                                                    | Étiquette   | Qualité |
| ---------------------------------------- | ------------ | ----------------------------------------------------------- | ----------- | --- |
| 1833                                     | 1848         | Victor Guichard                                             | Républicain | Propriétaire à Soucy                                                                                        |
| 1833                                     | 1848         | Joseph Lobgeois                                             |             | Avoué à la Cour royale, Paris                                                                               |
| 1848                                     | 1855         | Louis Feineux aîné (1804-1894)                              |             | Greffier près le Tribunal civil, adjoint au maire, propriétaire à Sens                                      |
| 1848                                     | 1852         | Louis Amate Désiré Vaudoux (1792-1859)                      |             | Marchand de bois à Véron                                                                                    |
| 1852                                     | 1863 (décès) | Louis Bénigne Garsement de Fontaine (1795-1863)             |             | Propriétaire à Sens, maire de Fontaine-la-Gaillarde                                                         |
| 1863                                     | 1870         | Louis Garsement de Fontaine (1827-1910)-(fils du précédent) | Républicain | Agriculteur, maire de Fontaine-la-Gaillarde                                                                 |
| 1855                                     | 1870         | Louis Auguste Cornisset (1798-1883)                         |             | Négociant tanneur, maire de Sens (1855-1856)                                                                |
| 1870                                     | 1877         | Arthur Jules Auguste Perrin                                 |             | Négociant à Sens (maire de 1888 à 1893)                                                                     |
| 1870                                     | 1877         | M. Giguet                                                   |             | Avoué à Sens                                                                                                |
| 1877                                     | 1883         | Auguste Joseph Stanislas Noël (1805-1886)                   |             | Ancien officier de spahis, propriétaire à Sens                                                              |
| 1877                                     | 1889         | Eugène René Vidal                                           |             | Propriétaire, adjoint au maire de Sens                                                                      |
| 1883                                     | 1889         | Ferdinand Baudouard                                         |             | Maire de Véron                                                                                              |
| 1889                                     | 1919         | Jules Chapron                                               |             | Imprimeur à Sens                                                                                            |
| 1889                                     | 1919         | Alphonse Dupêchez                                           |             | Propriétaire, adjoint au maire de Sens                                                                      |
| 1919                                     | 1922         | Camille Monjardet                                           | Radical     | Agriculteur à Sens                                                                                          |
| 1937                                     | 1940         | Raymond Viard (1899-1976)                                   | SFIO        | Cultivateur, maire de Soucy                                                                                 |
| 1937                                     | 1940         | André Bruneau                                               | SFIO        | Ajusteur, Sens                                                                                              |
| Les données manquantes sont à compléter. |              |                                                             |             | |
| 1940                                     |              |                                                             |             | Les conseils d'arrondissement ont été suspendus par la loi du 12 octobre 1940 et n'ont jamais été réactivés |

### Conseillers généraux du canton deSens-Nord-Est (de 1973 à 2015)
| Période | Période | Identité                 | Étiquette | Qualité |
| ------- | ------- | ------------------------ | --------- | --- |
| 1973    | 1979    | M. Chrétien              | DVD       | |
| 1979    | 1992    | Étienne Braun            | UDF       | Commerçant Maire de Sens (1971-1979 et 1983-1992) |
| 1992    | 2004    | Patrick Chevalier-Vanier | RPR       | Chef d'entreprise, maire de Saint-Clément |
| 2004    | 2011    | Bruno Gervier            | PS        | Professeur puis Principal de collège |
| 2011    | 2015    | Gilles Pirman            | UMP       | Maire de Saint-Clément depuis 2001 Président de la Communauté de communes du Sénonais (2008-2014) Vice-président de l'Association des maires de l'Yonne depuis 2008 Elu en 2015 dans le Canton de Sens-1 |

## Démographie
| 1975 | 1982 | 1990   | 1999   | 2006   | 2011   | 2012   |
| ---- | ---- | ------ | ------ | ------ | ------ | ------ |
| -    | -    | 13 032 | 12 896 | 12 871 | 13 160 | 13 130 |